# Boisse-Penchot
Boisse-Penchot är en kommun i departementet Aveyron i regionen Occitanien i södra Frankrike. Kommunen ligger  i kantonen Decazeville som ligger i arrondissementet Villefranche-de-Rouergue. År 2022 hade Boisse-Penchot 515 invånare.

## Befolkningsutveckling
Antalet invånare i kommunen Boisse-Penchot
Referens: INSEE